# Wioślarstwo na Letnich Igrzyskach Olimpijskich 1980
Wioślarstwo na Letnich Igrzyskach Olimpijskich 1980 w Moskwie rozgrywane było w dniach 20–27 lipca. W zawodach wzięło udział 470 zawodników: 313 mężczyzn oraz 157 kobiet z 25 krajów. Rozegrano 14 konkurencji – 8 męskich i 6 żeńskich. Kobiety rywalizowały na dystansie 1000 metrów. Polska wywalczyła dwa medale – srebrny kobieca dwójka bez sternika (Małgorzata Dłużewska, Czesława Kościańska) oraz brązowy męska czwórka ze sternikiem (Grzegorz Nowak, Grzegorz Stellak, Ryszard Stadniuk, Adam Tomasiak, Ryszard Kubiak).

## Konkurencje
| Konkurencja                    | Mężczyźni | Kobiety |
| ------------------------------ | --------- | ------- |
| jedynka                        | M1x       | W1x     |
| dwójka podwójna                | M2x       | W2x     |
| dwójka bez sternika            | M2-       | W2-     |
| dwójka ze sternikiem           | M2+       | –       |
| czwórka podwójna               | M4x       | –       |
| czwórka bez sternika           | M4-       | –       |
| czwórka ze sternikiem          | M4+       | W4+     |
| czwórka podwójna ze sternikiem | –         | W4x+    |
| ósemka ze sternikiem           | M8+       | W8+     |

## Medaliści

### Kobiety
| Konkurencja                    | Złoto | Rezultat | Srebro | Rezultat | Brąz | Rezultat |
| Jedynka                        | Rumunia · Sanda Toma | 3.40,69  | ZSRR · Antonina Machina | 3.41,65  | NRD · Martina Schröter | 3.43,54  |
| Dwójka podwójna                | ZSRR · Jelena Chłopcewa · Łarisa Aleksandrowa | 3.16,27  | NRD · Cornelia Linse · Heidi Westphal | 3.17,63  | Rumunia · Olga Homeghi-Bularda · Valeria Roșca-Răcilă | 3.18,91  |
| Dwójka bez sternika            | NRD · Ute Steindorf · Cornelia Klier | 3.30,49  | Polska · Małgorzata Dłużewska · Czesława Kościańska | 3.30,95  | Bułgaria · Sijka Kełbeczewa · Stojanka Kurbatowa | 3.32,39  |
| Czwórka ze sternikiem          | NRD · Ramona Kapheim · Silvia Fröhlich · Angelika Noack · Romy Saalfeld · Kirsten Wenzel                                                                         | 3.19,27  | Bułgaria · Ginka Gjurowa · Marijka Modewa · Rita Todorowa · Iskra Welinowa · Nadja Filipowa                                                                           | 3.20,75  | ZSRR · Marija Fadiejewa · Galina Sowietnikowa · Marina Studniewa · Swietłana Siemionowa · Nina Czeriemisina · Natalja Kazak                                                       | 3.20,92  |
| Czwórka podwójna ze sternikiem | NRD · Jutta Ploch · Jutta Lau · Sybille Reinhardt · Roswietha Zobelt · Liane Weigelt-Buhr                                                                        | 3.15,32  | ZSRR · Antonina Pustowit · Jelena Matijewska · Olga Wasilczenko · Nadieżda Lubimowa · Nina Czeriemisina                                                               | 3.15,73  | Bułgaria · Mariana Serbezowa · Rumeljana Bonczewa · Dołores Nakowa · Anka Bakowa · Anka Georgiewa                                                                                 | 3.16,10  |
| Ósemka                         | NRD · Martina Boesler · Kersten Neisser · Christiane Knetsch-Köpke · Birgit Schütz · Gabi Lohs-Kühn · Ilona Richter · Marita Sandig · Karin Metze · Marina Wilke | 3.03,32  | ZSRR · Olha Pywowarowa · Nina Umaneć · Nadija Pryszczepa · Walentina Żulina · Tetiana Stecenko · Ołena Terioszyna · Nina Preobrażenśka · Marija Paziun · Nina Frołowa | 3.04,29  | Rumunia · Angelica Aposteanu · Marlena Predescu-Zagoni · Rodica Frîntu · Florica Bucur · Rodica Arba-Pușcatu · Ana Iliuță · Maria Constantinescu · Elena Bondar · Elena Dobrițoiu | 3.05,63  |

### Mężczyźni
| Konkurencja           | Złoto | Rezultat | Srebro | Rezultat | Brąz | Rezultat |
| Jedynka               | Finlandia · Pertti Karppinen | 7.09,61  | ZSRR · Wasil Jakusza | 7.11,66  | NRD · Peter Kersten | 7.14,88  |
| Dwójka podwójna       | NRD · Joachim Dreifke · Klaus Kröppelien | 6.24,33  | Jugosławia · Zoran Pančić · Milorad Stanulov | 6.26,34  | Czechosłowacja · Zdeněk Pecka · Václav Vochoska | 6.29,07  |
| Dwójka bez sternika   | NRD · Jörg Landvoigt · Bernd Landvoigt | 6.48,01  | ZSRR · Jurij Pimienow · Nikołaj Pimienow | 6.50,50  | Wielka Brytania · Charles Wiggin · Malcolm Carmichael | 6.51,47  |
| Dwójka ze sternikiem  | NRD · Harald Jährling · Friedrich-Wilhelm Ulrich · Georg Spohr                                                                                            | 7.02,54  | ZSRR · Wiktor Pieriewiercew · Giennadij Kriuczkin · Aleksandr Łukjanow                                                                                                   | 7.03,35  | Jugosławia · Duško Mrduljaš · Zlatko Celent · Josip Reić | 7.04,92  |
| Czwórka bez sternika  | NRD · Siegfried Brietzke · Andreas Decker · Stefan Semmler · Jürgen Thiele                                                                                | 6.08,17  | ZSRR · Aleksiej Kamkin · Walerij Dolinin · Aleksandr Kułagin · Witalij Jelisiejew                                                                                        | 6.11,81  | Wielka Brytania · John Beattie · Ian McNuff · David Townsend · Martin Cross | 6.16,58  |
| Czwórka ze sternikiem | NRD · Dieter Wendisch · Ullrich Dießner · Walter Dießner · Gottfried Döhn · Andreas Gregor                                                                | 6.14,51  | ZSRR · Artūrs Garonskis · Dimants Krišjānis · Dzintars Krišjānis · Žoržs Tikmers · Juris Bērziņš                                                                         | 6.19,05  | Polska · Grzegorz Stellak · Adam Tomasiak · Grzegorz Nowak · Ryszard Stadniuk · Ryszard Kubiak                                                                                 | 6.22,52  |
| Czwórka podwójna      | NRD · Frank Dundr · Carsten Bunk · Uwe Heppner · Martin Winter                                                                                            | 5.49,81  | ZSRR · Jurij Szapoczka · Jewgienij Barbakow · Walerij Kleszniow · Mykoła Dowhań                                                                                          | 5.51,47  | Bułgaria · Minczo Nikołow · Lubomir Petrow · Iwo Rusew · Bogdan Dobrew | 5.52,38  |
| Ósemka                | NRD · Bernd Krauß · Hans-Peter Koppe · Ulrich Kons · Jörg Friedrich · Jens Doberschütz · Ulrich Karnatz · Uwe Dühring · Bernd Höing · Klaus-Dieter Ludwig | 5.49,05  | Wielka Brytania · Duncan McDougall · Allan Whitwell · Henry Clay · Chris Mahoney · Andrew Justice · John Pritchard · Malcolm McGowan · Richard Stanhope · Colin Moynihan | 5.51,92  | ZSRR · Wiktor Kakoszyn · Andrij Tyszczenko · Ołeksandr Tkaczenko · Jonas Pinskus · Jonas Narmontas · Andrij Łuhin · Ołeksandr Mancewycz · Ihar Majstrenka · Hryhorij Dmytrenko | 5.52,66  |

## Kraje uczestniczące
W zawodach wzięło udział 470 wioślarzy z 25 krajów:
| - Australia (16) - Austria (7) - Brazylia (10) - Bułgaria (52) - Czechosłowacja (26) - Dania (7) - Finlandia (1) - Francja (16) - Grecja (3) - Gwatemala (2) | - Hiszpania (13) - Holandia (10) - Irlandia (11) - Jugosławia (14) - Kuba (17) - NRD (55) - Meksyk (1) - Polska (37) - Rumunia (33) - Szwajcaria (10) | - Szwecja (7) - Węgry (20) - Wielka Brytania (43) - Włochy (5) - ZSRR (54) |

## Klasyfikacja medalowa
| Lp. | Państwo         |    |   |   | Razem |
| --- | --------------- | -- | - | - | ----- |
| 1.  | NRD             | 11 | 1 | 2 | 14    |
| 2.  | ZSRR            | 1  | 9 | 2 | 12    |
| 3.  | Rumunia         | 1  | – | 2 | 3     |
| 4.  | Finlandia       | 1  | – | – | 1     |
| 5.  | Bułgaria        | –  | 1 | 3 | 4     |
| 6.  | Wielka Brytania | –  | 1 | 2 | 3     |
| 7.  | Jugosławia      | –  | 1 | 1 | 2     |
|     | Polska          | –  | 1 | 1 | 2     |
| 9.  | Czechosłowacja  | –  | – | 1 | 1     |